# Simvastatină
Simvastatina este un medicament hipolipemiant din clasa statinelor, fiind utilizat în tratamentul anumitor tipuri de dislipidemii. Calea de administrare disponibilă este cea orală.
Molecula a fost patentată în 1980 și a fost aprobată pentru uz medical în anul 1992. Se află pe lista medicamentelor esențiale ale Organizației Mondiale a Sănătății. Este disponibil sub formă de medicament generic.

## Utilizări medicale
Simvastatina este utilizată în tratamentul unor dislipidemii și pentru prevenirea bolilor cardiovasculare (ateroscleroză).

### Dislipidemii
- Hipercolesterolemie primară
- Hiperlipidemie combinată

## Reacții adverse
Principalele efecte adverse asociate tratamentului cu simvastatină sunt: dureri musculare și articulare, pierderi de memorie, greață, constipație. Evenimente sever posibile sunt hepatita colestatică, ciroza hepatică și rabdomioliza, în cazul tratamentului îndelungat.